# Бойові можливості
Бойові́́ можли́вості — узагальнена характеристика кількісно-якісних показників, що характеризують можливості підрозділів, частин (кораблів), з'єднань і об'єднань виконувати певні бойові завдання за встановлений час в конкретних умовах обстановки.
Бойові можливості залежать від чисельності особового складу, рівня його бойової підготовки і морального стану, наявності і стану зброї і військової техніки, ступеня навченості й мистецтва командного складу в управлінні військами (силами), організаційної структури підрозділу, частини, з'єднання, об'єднання, їх забезпеченості матеріальними засобами, а також від характеру протидії противника, умов місцевості, метеорологічної обстановки та інших чинників.
Бойові можливості — величини непостійні, залежно від обстановки вони можуть збільшуватися або зменшуватися. Бойові можливості визначаються шляхом ретельного аналізу можливої бойової обстановки і розраховуються за окремими засобами ураження, можливостям родів військ (сил) і спеціальних військ. Вони можуть бути виражені також в узагальненому (укрупненому) вигляді за підрозділ, частину, з'єднання або об'єднання в цілому. Загальні бойові можливості об'єднання або з'єднання сухопутних військ можуть характеризуватися складом угрупування противника, якого вони в змозі розгромити в наступі (відбити удар в обороні), глибиною завдань, шириною смуги і темпом наступу, розмірами районів, ділянок і смуг оборони, глибиною ведення розвідки тощо.
Окремо можуть визначатися вогневі можливості, маневреність, спроможність до знищення танків, літаків і тому подібне. При розрахунках бойових можливостей застосовують математичні за допомогою ЕОМ, логічні і інші методи, враховують досвід минулих воєн і бойової підготовки. В процесі роботи командирів (командувачів) й штабів з ухвалення рішення на операцію (бій) бойові можливості загальновійськових з'єднань (об'єднань) найчастіше визначають шляхом підсумовування бойових можливостей частин (з'єднань), що входять до їх складу.
При цьому вогневі можливості артилерії, у свою чергу, визначаються залежно від характеру вогневих завдань, способів ведення вогню, кількості та калібру артилерійських систем, кількості й типу боєприпасів і виражаються ступенем ураження тих або інших цілей визначеним складом артилерії за конкретний період часу. Одним із способів підрахунку бойових можливостей загальновійськових з'єднань (об'єднань) є визначення їх можливості зі створенню щільності на 1 км фронту танків, гармат, мінометів, протитанкових засобів, різнорідних загороджень тощо.
Бойові можливості ракетних військ характеризуються глибиною ураження, часом готовності до завдавання ракетних ударів і їх кількістю, можливістю ураження об'єктів противника ракетами в різному спорядженні, а також маневреними можливостями. Глибина ураження визначається максимальною дальністю польоту ракет з врахуванням видалення позиційних районів ракет, частин й підрозділів від переднього краю. Можливості з ураження різних об'єктів розраховуються з врахуванням їх розмірів і міцності, точності визначення координат, типів бойових частин ракет, їх потужностей і кількості, а також можливостей ракетно-технічних підрозділів з підготовки ракет.
Бойові можливості військ ППО складаються з бойових можливостей зенітних ракетних (зенітних артилерійських) частин, винищувальної авіації і радіотехнічних частин. Бойові можливості зенітних ракетних частин (підрозділів) й винищувальної авіації характеризуються вогневими можливостями і розмірами району, що прикривається, і визначаються: імовірністю ураження (знищення) цілей в різних умовах; кількістю повітряних цілей, яка може бути обстріляна (збита) одночасно; наявністю підготовлених до застосування ракет; межами бойової роботи зенітно-ракетних і авіаційних ракетних комплексів по дальності, швидкостям і висотам польоту. Критерієм оцінки вогневих можливостей є математичне очікування числа збитих літаків.
Бойові можливості радіотехнічних частин ППО характеризуються дальністю виявлення повітряних цілей, перешкодозахищеністю РЛС, пропускною спроможністю командних пунктів ППО.
Бойові можливості військової авіації оцінюються очікуваними результатами бойових дій (величиною збитку різного типа, що наноситься, об'єктам на землі й в повітрі, об'ємом і достовірністю розвідувальної інформації, що добувається, кількістю військ, що перевозяться, і матеріальних засобів), областю бойового впливу (тактичним радіусом польоту); часом, необхідним для виконання бойових завдань і підготовки до повторного вильоту; бойовою напругою (кількість літако-вильотів на добу).
Бойові можливості військово-морських сил оцінюються імовірністю ураження кораблів, літаків та інших об'єктів; математичним очікуванням числа цілей, уражених із заданим ступенем; бойовою продуктивністю; надійністю виконання завдання та іншими показниками.
Знання бойових можливостей дозволяє командиру (командувачеві) приймати обґрунтоване рішення на бій (операцію) й ставити військам реальні бойові завдання, найефективніше використовувати сили і засоби в ході бойових дій.